# Гали (Катанцаро)
Гали је насеље у Италији у округу Катанцаро, региону Калабрија.
Према процени из 2011. у насељу је живело 253 становника. Насеље се налази на надморској висини од 551 м.